# Elecciones estatales de Berlín de 2011
Las elecciones estatales de Berlín de 2011 se celebraron el 18 de septiembre de 2011, para elegir a los miembros de la Abgeordnetenhaus (Cámara de Diputados) de Berlín. Se eligieron un total de 149 diputados. Berlín era gobernada por una coalición entre el Partido Socialdemócrata (SPD) y La Izquierda (Die Linke) previo a las elecciones. El entonces alcalde Klaus Wowereit era el favorito de cara a las elecciones del domingo.
El SPD ganó la mayoría de escaños, 47, a pesar de perder cinco. La Izquierda también perdió tres escaños, por lo que la renovación de la coalición roja-roja fue imposible.  La centroderecha, de la Unión Demócrata Cristiana de Alemania (CDU) obtuvo dos escaños más, subiendo a 39, posisionándolos en segundo lugar, mientras que los Verdes ganaron siete más, terminando en tercer lugar, con 29. El Partido Democrático Liberal perdió tres cuartas partes de sus votos y la totalidad de sus escaños. Mientras tanto, el Partido Pirata de Alemania (PIRATEN), en su primera elección estatal de Berlín, ganó quince escaños, siendo la primera vez que entraban a un Landtag en cualquier lugar de Alemania.

## Temas y campaña

### Unión Demócrata Cristiana (CDU)
Los demócratas cristianos (CDU) consideraron la seguridad en el Metro de Berlín, después de una serie de ataques a la propiedad del mismo.  La CDU usó las imágenes de los ataques con la palabra "seguro?". La CDU también publicó carteles con la foto de su candidato Frank Henkel que también mostraban cifras que comparaban el número de oficiales de policía despedidos a la fuerza por parte de la Coalición Rojo-rojo con el número de delitos cometidos en los autobuses de la ciudad y los trenes del metro. Nils Diederich, profesor de ciencias políticas en la Universidad Libre de Berlín, declaró que esto no sería un gran problema para el SPD ya que había un estado de ánimo positivo dentro de la ciudad.

### Partido Socialdemócrata
Los socialdemócratas (SPD), con su candidato y alcalde titular Klaus Wowereit, dijeron que después de "ataques muy publicitados" al final del invierno y la primavera, se implantarían planes para aumentar la seguridad mediante el aumento del número de agentes de policía a 200 y alargar el tiempo de las grabaciones de video de vigilancia y ser guardadas antes de ser borradas de 24 a 48 horas.

## Resultados
Los resultados fueron:
| N° en la papeleta | Partido               | Erststimmen | %    | Zweitstimmen | %    | Escaños | Mand. directos |
| ----------------- | --------------------- | ----------- | ---- | ------------ | ---- | ------- | -------------- |
|                   | Hab. inscritos        | 2.469.716   |      |              |      |         |                |
|                   | Votantes              | 1.487.487   | 60,2 |              |      |         |                |
|                   | Votos nulos           | 31.515      | 2,1  | 23.992       | 1,6  |         |                |
|                   | Votos válidos         | 1.452.430   | 97,9 | 1.461.185    | 98,4 | 149     | 78             |
| 1                 | SPD                   | 453.768     | 31,2 | 413.332      | 28,3 | 47      | 34             |
| 2                 | CDU                   | 371.201     | 25,6 | 341.158      | 23,4 | 39      | 25             |
| 3                 | GRÜNE                 | 266.511     | 18,3 | 257.063      | 17,6 | 29      | 11             |
| 4                 | DIE LINKE             | 183.452     | 12,6 | 171.050      | 11,7 | 19      | 8              |
| 26                | PIRATEN               | 73.333      | 5,0  | 130.105      | 8,9  | 15      | 0              |
| 6                 | NPD                   | 13.074      | 0,9  | 31.241       | 2,1  | 0       | 0              |
| 5                 | FDP                   | 20.842      | 1,4  | 26.943       | 1,8  | 0       | 0              |
| 7                 | Tierschutzpartei      | 277         | 0,0  | 21.654       | 1,5  | 0       | 0              |
| 17                | pro Deutschland       | 37.467      | 2,6  | 17.834       | 1,2  | 0       | 0              |
| 18                | DIE FREIHEIT          | 10.527      | 0,7  | 14.073       | 1,0  | 0       | 0              |
| 13                | Die PARTEI            | 6.680       | 0,5  | 12.861       | 0,9  | 0       | 0              |
| 15                | BIG                   | 4.879       | 0,3  | 8.012        | 0,5  | 0       | 0              |
| 20                | DKP                   | 96          | 0,0  | 3.618        | 0,2  | 0       | 0              |
| 21                | Deutsche Konservative | 608         | 0,0  | 2.332        | 0,2  | 0       | 0              |
| 10                | ödp                   | 74          | 0,0  | 1.940        | 0,1  | 0       | 0              |
| 11                | PSG                   | -           | -    | 1.690        | 0,1  | 0       | -              |
| 9                 | Büso                  | 1.860       | 0,1  | 1.676        | 0,1  | 0       | 0              |
| 22                | FAMILIE               | 646         | 0,0  | 1.421        | 0,1  | 0       | 0              |
| 19                | ddp                   | 220         | 0,0  | 1.272        | 0,1  | 0       | 0              |
| 27                | UNABHÄNGIGE           | 1.220       | 0,1  | 834          | 0,1  | 0       | 0              |
| 14                | B                     | 1.213       | 0,1  | 671          | 0,0  | 0       | 0              |
| 8                 | APPD                  | 155         | 0,0  | 401          | 0,0  | 0       | 0              |
| 16                | BÜRGERBESTIMMT        | 1.337       | 0,1  | –            | –    | 0       | 0              |
| 25                | FREIE WÄHLER          | 210         | 0,0  | –            | –    | 0       | 0              |
| 42                | PsMD                  | 189         | 0,0  | –            | –    | 0       | 0              |
| 23                | Freie Union           | 71          | 0,0  | –            | –    | 0       | 0              |
| 12                | DL                    | 61          | 0,0  | –            | –    | 0       | 0              |
| 25                | FWD                   | 39          | 0,0  | –            | –    | 0       | 0              |
|                   | Independientes        | 2.423       | 0,2  | –            | –    | 0       | 0              |

## Post-elección

### Resultados electorales y análisis
El Partido Democrático Liberal (FDP) perdió su representación y fue retirado de la Abgeordnetenhaus de Berlín, después de que no alcanzar el 5% de los votos. Esta fue la quinta vez en 2011 en Alemania, que los demócratas libres fallaron en obtener representación en un parlamento estatal. También perdieron su representación en Sajonia-Anhalt, Renania-Palatinado, Bremen y Mecklenburg-Vorpommern. Baden-Württemberg y Hamburgo fueron los únicos estados en los que alcanzaron el umbral electoral del 5% en ese año. La victoria en Berlín marcó la séptima vez en 2011 en que los socialdemócratas entraron en el gobierno.

### Discusiones de coalición
Inicialmente, los socialdemócratas se concentraron en la formación de una coalición con los Verdes. Sin embargo, el 5 de octubre de 2011, las negociaciones de coalición entre el SPD y los Verdes se rompieron.  El desacuerdo fue sobre la extensión de la Bundesautobahn 100.  La plataforma del Partido Verde insistió en que no se extendiera la Bundesautobahn 100. Los socialdemócratas ofrecieron un compromiso de no seguir adelante con los 3,2 kilómetros de extensión si los 420 M € obtenidos por el gobierno federal se podrían invertir en otros proyectos de infraestructura de transporte. Sin embargo, el gobierno federal rechazó la posibilidad de transferir el dinero a otros proyectos. La líder del Partido Verde Bettina Jarasch declaró que "No había realmente la voluntad dentro del SPD para trabajar junto con nosotros en una coalición".
Por consiguiente, los socialdemócratas siguieron las negociaciones con la CDU, las cuales se concretaron finalmente el 16 de noviembre de 2011. De acuerdo con las 100 páginas del acuerdo de coalición, Wowereit siguió como alcalde. Además, cada partido recibió cuatro ministerios: los socialdemócratas estuvieron a cargo de las carteras de Hacienda, Desarrollo Urbano/Medio Ambiente, Educación/Juventud/Ciencia y Empleo/Integración/Mujeres, mientras que la CDU tuvo Interior/Deportes, Economía/Tecnología/Investigación, Salud y Justicia/Protección al Consumidor. Los desacuerdos entre los dos partidos se resolvieron.